# Ист Фрихолд (Њу Џерзи)
Ист Фрихолд (енгл. East Freehold) насељено је место без административног статуса у америчкој савезној држави Њу Џерзи.

## Демографија
По попису из 2010. године број становника је 4.894, што је 42 (-0,9%) становника мање него 2000. године.
| Група             | 2000.         | 2010.         |
| Белци             | 4.140 (83,9%) | 3.990 (81,5%) |
| Афроамериканци    | 182 (3,7%)    | 129 (2,6%)    |
| Азијати           | 359 (7,3%)    | 432 (8,8%)    |
| Хиспаноамериканци | 190 (3,8%)    | 267 (5,5%)    |
| Укупно            | 4.936         | 4.894         |